# Maybe Tomorrow (album des Jackson 5)
Pour les articles homonymes, voir Maybe Tomorrow.
Albums de The Jackson 5
The Jackson 5 Christmas Album
(1970) Lookin' Through the Windows
(1972)
Singles
Maybe Tomorrow est le quatrième  album studio (cinquième au total) du groupe américain The Jackson Five sorti sous le label Motown le 12 avril 1971.

## Titres
1. Maybe Tomorrow - Alphonso Mizell / Berry Gordy, Jr. / Deke Richards / Freddie Perren - 4:47
2. She's Good - Alphonso Mizell / Berry Gordy, Jr. / Deke Richards / Freddie Perren - 3:04
3. Never Can Say Goodbye - Clifton Davis - 3:02
4. The Wall - Jerry Marcellino / Mel Larson / Pam Sawyer - 3:06
5. Petals - The Corporation - 2:37
6. Sixteen Candles - Allyson R. Khent / Luther Dixon - 2:56
7. (We've Got) Blue Skies - Chris Clark / Delores Wilkinson / P Stephenson / Tom Bee - 3:26
8. My Little Baby - Alphonso Mizell / Berry Gordy, Jr. / Deke Richards / Freddie Perren - 3:08
9. It's Great to Be Here - The Corporation - 3:13
10. Honey Chile - Richard Morris / Sylvia Moy - 2:48
11. I Will Find a Way - The Corporation - 3:03